# 5 (число)
5 (пять) — натуральное число, расположенное между числами 4 и 6.

## История
Сквозь века написание цифры 5 менялось, приняв похожую на современную форму уже в 16-м веке.

## Свойства
- Третье простое число ↓3, ↑7
- Второе суперпростое число ↓3, ↑11
- Пятое число Фибоначчи ↓3, ↑8
- Третье число Каталана ↓2, ↑14
- Третье число Белла ↓2, ↑15
- Второе автоморфное число ↓1, ↑6
- Третье триморфное число ↓4, ↑6
- Третье число Софи Жермен (5 * 2 + 1 = 11, которое также число Софи Жермен)[1]. ↓3, ↑11
- Первое конгруэнтное число  ↑6
- Второе число Ферма: {\displaystyle F_{1}=2^{2^{1}}+1=2^{2}+1} ↓3, ↑17
- Второе неприкосновенное число, единственное нечётное неприкосновенное число. ↓2, ↑52
- Второе пятиугольное число ↓1, ↑12
- Число правильных многогранников
- Число сторон первого многоугольника, имеющего звёздчатую форму
- 510 = 1012 = 123 = 114 = 105 = 56(и более)
- Существует ровно пять точек Лагранжа.
- Квадрат этого числа – 25
- Куб этого числа – 125